# 二茂镁
二茂镁，有时简称 MgCp2，是一种有机镁化合物，化学式 Mg(η5-C5H5)2。它是一种主族夹心配合物，结构类似过渡金属的茂金属，由中心镁原子和两个环戊二烯配体组成。

## 制备
二茂镁是在1954年由恩斯特·奥托·菲舍尔和杰弗里·威尔金森独立发现的。它可以由CpMgBr歧化或是金属镁和环戊二烯在500 °C 下反应而成。对于前者，茂基溴化镁可以由乙基溴化镁和环戊二烯反应而成，然后在220 °C 和10−4 mbar下分解成MgCp2 和MgBr2：
{\displaystyle \mathrm {Mg(C_{2}H_{5})Br\ {\xrightarrow[{-C_{2}H_{6}}]{+C_{5}H_{6},\ Et_{2}O}}\ Mg(C_{5}H_{5})Br{\xrightarrow[{-MgBr_{2}}]{x2,\ 220^{\circ }C,\ 10^{-4}mbar}}\ Mg(C_{5}H_{5})_{2}} }
Et2O = 乙醚
{\displaystyle \mathrm {Mg\ +\ 2\ C_{5}H_{6}\ {\xrightarrow[{-H_{2}}]{500^{\circ }C}}\ Mg(C_{5}H_{5})_{2}\ } }
在实验室里，可以由二烷基镁和环戊二烯反应得到二茂镁：
{\displaystyle \mathrm {Mg(C_{4}H_{9})_{2}\ +\ 2\ C_{5}H_{6}\ \rightarrow \ Mg(C_{5}H_{5})_{2}\ +\ 2\ C_{4}H_{10}\uparrow \ } }

## 性质
室温下，二茂镁是一种白色固体。它的熔点为 176 °C，尽管在常压下会在100 °C时升华。不像二茂铁，二茂镁会在极性、给电子溶剂中（例如醚和THF）会自耦电离：
{\displaystyle {\ce {MgCp2 <=> MgCp+ + Cp-}}}
{\displaystyle {\ce {MgCp2 + MgCp+ <=> Mg2Cp3+}}}
{\displaystyle {\ce {MgCp2 + Cp- <=> MgCp3-}}}
二茂铁在标准情况下稳定，但二茂镁在氧气或湿气中迅速分解，所以在惰性气氛下制备和储存。

## 结构和成键
通过X射线晶体学，固体二茂镁的平均 Mg-C 和C-C键长分别为2.30 Å 和1.39 Å，两个茂环是错位的，点群D5d。气相电子衍射显示出相似的键长，不过两个茂环是重叠的，点群 D5h。
关于Mg-Cp 的相互作用主要是离子键还是共价键一直存在激烈的争论。

## 反应性和潜在用处
二茂镁可以用来制备其它茂金属：
{\displaystyle {\ce {MgCp2 + MCl2 -> MCp2 + MgCl2}}}
在四氢呋喃里，二茂镁会和 MgX2（X = 卤素）交换配体，形成半夹心化合物CpMgX ：
{\displaystyle {\ce {MgCp2 + MgX2 <=> 2 CpMgX}}}
反应产生的半夹心化合物可作为从有机卤化物合成取代茂基的原料。
由于其高反应性，二茂镁是半导体研究中的一个有吸引力的目标，可作为化学气相沉积和掺杂应用的起始材料。
二茂镁在下一代的镁离子电池中，有作为电解质的潜在用途。